# Toyota Passo
Toyota Passo — компактный хетчбэк, созданный в рамках альянса концерна Toyota и её дочерней компании, автопроизводителя Daihatsu. Первая сторона взяла на себя проектирование компакта, вторая отвечает непосредственно за производство. Также автомобиль известен как Daihatsu Boon. Выпускается не только для внутреннего японского рынка, в Европе он известен как Daihatsu Sirion. В феврале 2010 года состоялась смена поколений Passo / Boon.

## Первое поколение
Passo первого поколения появился в 2004 году. На выбор компактный хетчбэк предлагался с двумя бензиновыми двигателями: 1KR-FE (70 л.с.) представляет собой рядный 3-цилиндровый агрегат, K3-VE DOHC (90 л.с.) является рядной «четвёркой». Единственная доступная коробка передач — 4-ступенчатая АКПП. Привод может быть как передним, так и постоянным полным. Передняя подвеска выполнена на стойках Макферсона, задняя является многорычажной. Подвеска Toyota Passo / Daihatsu Boon полностью унифицирована с компактным минивэном Toyota Funcargo — машиной для внутреннего японского рынка, созданной на основе Vitz первого поколения. Из особенностей эксплуатации Passo можно выделить требовательность двигателей к качеству моторного масла, так как оба силовых агрегата имеют цепной привод ГРМ. Расход топлива для переднеприводной версии Passo составляет чуть более 3,5 литра на 100 км., для полноприводной — 4,1 литра на 100 км.
В 2006 году хетчбэк Toyota Passo / Daihatsu Boon подверглись малой модернизации. Пересмотрен дизайн переднего бампера, радиаторной решётки, обновлена головная оптика и задние комбинированные фонари.

## Второе поколение
В феврале 2010 года Toyota Passo пережила смену поколений. Платформа автомобиля осталась прежней, однако, дизайн кузова сменили на более «безобидный». 1-литровый двигатель 1KR-FE оставили без изменений, а прежний 1,3-литровый K3-VE заменили на 1NR-FE (95 л.с.) того же объёма. Место автоматической коробки передач занял вариатор. Модель представлена в двух основных версиях: «Passo» и «Passo + Hana». Первая сочетает в себе высокие показатели безопасности, вторая включая особый дизайн переднего бампера и фар, а также улучшенный интерьер.

## Третье поколение
Выпускается в Японии с 2016 года и продается только на местном рынке. Toyota Passo оснащается 3-цилиндровым мотором объёмом 1 литр мощностью 69 л. с. в сочетании с вариатором. Привод может быть передним или полным. Модель предлагается в двух вариантах, отличающихся оформлением передней части кузова. Версия Passo Moda обладает округлыми фарами и имеет двухцветную окраску кузова.
В 2018 году вышла обновлённая версия хетчбэка. Все исполнения, кроме самой простой версии X, в качестве стандартной функции получили модернизированную систему предотвращения столкновений «Smart Assist III». Спереди у Toyota Passo стойки Макферсона, сзади торсионная балка или зависимая подвеска у полноприводных машин. Ателье TRD и Modellista выпустили для Toyota Passo Moda комплекты тюнингового обвеса.